# Обљај
Обљај је насељено мјесто у Босни и Херцеговини, у општини Босанско Грахово, које административно припада Федерацији Босне и Херцеговине. Према попису становништва из 2013. у насељу је живјело 108 становника.

## Географија
Према опису из 1891. године село Обљај је смештено под главицом Обљојом или Обљајком. По том брду је место име добило. То је врло лепо село, али без икаквих старина.

## Историја
У месној парохији "Облај" 1827. године службује православни свештеник поп Никола Лончар. Крајем 19. века село Обљај је у саставу православне парохије Грахово. У место живе православци али је нешто више католика. Ту је римокатолички жупни уред са станом за жупника.
Пред Други светски рат деловало је Национално друштво "Крајишник" са седиштем у Сарајеву. То српско друштво је радило на неговању успомене на великог мученика Гаврила Принципа. Када је познати српски вајар Ђока Јовановић завршио бисту Гаврилову, маја 1940. године београдски пододбор је решио да се иста постави у Босанском Грахову. Тамо је тада завршаван спомен-дом посвећен Принципу, испред којег је постављена његова биста.
Одбор за подизање Принциповог спомен-дома је 1927. године продавао његову умножену фотографију као разгледницу.
У насељу се налазила родна кућа Гаврила Принципа у којој је до јула 1995. године био музеј са експонатима. Ова кућа прва је спаљена од стране припадника 7. гардијске бригаде Војске Хрватске приликом њиховог уласка у Обљај у љето 1995. Од куће је тада остао само камени темељ, док је горњи спрат од дрвета потпуно изгорео. У пламену су изгорјели и неки документи, као оригиналан план за атентат у Сарајеву. Поводом јубилеја атентата планирано је обнављање његове родне куће. Кућа је поново отворена на Видовдан 28. јуна 2014. године. На доњем спрату је музејска поставка о Гаврилу Принципу, а на горњем је реконструисан намјештај из времена у којем се у кући становало.

## Становништво
| Националност       | 2013. | 1991. | 1981. | 1971. | 1961. |
| Срби               | 55    | 162   | 162   | 228   | 203   |
| Хрвати             | 52    | 25    | 14    | 38    | 36    |
| Југословени        | —     | 5     | 38    | 3     |       |
| остали и непознато | 1     | 1     |       |       |       |
| Укупно             | 108   | 193   | 214   | 267   | 239   |

| Демографија | Демографија | Демографија |
| Година      | Становника  | Становника  |
| ----------- | ----------- | ----------- |
| 1961.       | 239         |             |
| 1971.       | 267         |             |
| 1981.       | 214         |             |
| 1991.       | 193         |             |
| 2013.       | 108         |             |

## Знамените личности
- Гаврило Принцип, српски револуционар